# Јапанска тешка крстарица Микума
Крстарица Микума (јап:三隈)је била други од четири брода јапанских тешких крстарица класе Могами. Она је добила име по реци Микума, која протиче кроз префектуру Оита, Јапан. Бродови класе Могами су изграђени као лаке крстарице (по Вашингтонском поморском уговору), са 5 троцевних топова од 155 mm. Они су били изузетно велики за лаке крстарице, а платформе за топове главне артиљерије, биле су дизајниране тако, да су на њих могле веома брзо да се поставе двоцевне куле са топовима од 203 mm. Сва четири брода су 1939. године преправљена у тешке крстарице.

## Позадина
Крстарице класе Могами грађене су по програму за попуну флоте из 1931. године. Пројектовао их је Јузуру Хирага, придржавају ћи се максималних ограничења са којима се сложио Јапан по Вашингтонском поморском уговору, користећи најновију технологију. За оружја главне артиљерије су одабрани топови од 155 mm, двоструке намена – против-бродски и против-авионски, смештених у 5 троцевних кула са вертикалном елевацијом од 55°. Да би се уштедело на тежини, коришћено је електрично заваривање, као и алуминијун у надградњи, који је упетребљен за један левкасти димњам. Нови импулсни турбински мотори, спојени са врло тешком против-авионском одбраном, обезбеђивали су овој класи бродова велику брзину и безбедност. Међутим, бродови класе Могами, су били такође мучени техничким проблемима, због своје не тестиране опреме, а показало се да је велика тежина стварала проблеме у стабилности, приликом лоших временских услова.

## Служба

### Рани период
Крстарица Микума је грађена у Мицубишијевом бродоградилишту у Нагасакију и комплетирана је 29. августа 1935. године.
Почетком 1939. године, на крстарици Микума урађена је већа реконструкција, и том приликом су замењене 5 троцевне куле са топовима од 155 mm, новим двоцевним са топовима од 203 mm (две куполе са топовима од 155 mm су уграђене на бојни брод Јамато). Против торпедне избочине су проширене ради побољшања стабилност, али повећање депласмана је проузроковало смањење брзине.
Средином 1941. године, крстарица Микума учествује у окупацији Кочинчина - Француска Индокина, из своје истурене оперативне базе на Хаинану, након што је Вишијевска Француска предала Јапану на употребу ваздухопловне објекте и поморске базе, од јула 1941. године. У време напада на Перл Харбор, Микума је придодата заштити инвазије на Малајско полуострво, као део 7. дивизије крстарица из састава Прве Јужне Експедиционе флоте, под командом вицеадмирала Озаве, и вршила је ближу заштиту јапанским искрцавањима трупа код места Сингора, Патани и Кота Бару.
Децембра 1941. године, Микума уз задатак инвазије код места Саравак, заједно са крстарицом Могами, штити и искрцавања јапанских трупа код града Кучинг. Фебруара 1942. године, Микума је укључена у заштиту искрцавања јапанских трупа на острва Јава, Борнео и Суматра. Дана, 10. фебруара, 7. дивизија крстарице, и крстарица Чокаи су нападнуте од америчке подморнице Сиреивн, која испаљује четири торпеда, али сва промашују.

### Битка у мореузу Сунда
У 23:00 сати, 28. фебруара 1942. године, тешке крстарице Микума и Могами, разарач Шикинами, лака крстарица Натори и разарачи Ширакумо, Муракумо, Ширајуки, Хацујуку и Асаказе улазе у борбу са крстарицама Хјустон и Перт, након што су савезнички бродови напали јапанске транспорте у мореузу Сунда. У 23:55 сати, америчка крстарица Хјусто постиже неколики погодака на Микуму, услед чега брод остаје без електричне енергије, али је то веома брзо отклоњено. Током битке, погинула су 6 члана посаде крстарице Микума, а 11 је рањено. Обе савезничке крстарице су попопљене током ове битке, а Јапанци губе транспортни брод Рјуџо Мару (могуће да је потопљен јапанским торпедом). На броду се налазио и командант јапанске 16. армије – генерал-лајтант Хитоши Имамура, који се пребацио на други брод.
Марта, Микума и 7. дивизија крстарица базирају у Сингапуру и покривају јапанска искрцавања на Суматру и Андаманска острва.

### Индијско океански препад
Од 1. априла 1942. године, 7. дивизија крстарица се прикључује 4. дивизији крстарица ради учествовања у препаду на Индијски океан. Микума, Могами и разарач Амагири су издвојени и формирају „Јужну групу“ која је ловила трговачке бродове по Бенгалском заливу, док су у исто време, крстарица Чокаи и 3. флотила разарача (лака крстарица Јура и разарачи Ајанами, Југири, Асагири и Шиоказе) покривале северну област. Током ове операције „Јуној групи“ је приписано уништење британских трговачких бророва: Dardanus (7.726 тона), Ganara (5.281 тона) и Indora (6,622 тоне) на путу Калкута - Маурицијус.
Дана, 22. априла 1942. године, 7. дивизија крстарица се враћа у базу Куре, где крстарица Микума одлази у суви док ради ремонта. Дана, 26. маја, 7. дивизија крстарица долази у базу на Гваму, где се припрема за заштиту Мидвејске инвазионе транспортне групе, која је била под командом контраадмирала Танаке. Микумина посаде је сматрала да ће они по комплетирању Мидвејске операције, наставити ка Алеутским острвима, а одаткле ка Аустралији.

### Битка за Мидвеј
Дана, 5. јуна, адмирал Исороку Јамамото, командант Комбиноване флоте, наређује 7. дивизији крстарица да бомбардује острво Мидвеј у склопу припрема за искрцавање јапанских трупа. Седма дивизија крстарица и 8. дивизија разарача су били око 410 наутичких миља удаљене од острва, стога су оне пловиле брзином од скоро 35 kn (65 km/h). Како је море било немирно, разарачи су све више заостајали. У 21:20 стигло је ново наређење, којим се отказује напад. Међутим, према колони 7. дивизије крстарице, појављује се траг торпеда који је испаљен са америчке подморнице Тембур, а опажен са крстарице Кумано. Кумано сигнализира један истоветан обрт од 45° ка десном боку, избегавајући могуће торпедо. Тај опасан окрет био је тачно изведен од заставног брода и крстарице Сузујо, али трећи брод у линији, Микума, обрће се погрешно за 90°, док се брод иза ње, Могами, обрће за 45°, како је наређено. Као резултат овог лошег скретања, долази до судара, у коме Могами прамцем удара Микуму, и пробија оплату брода испод командног моста. Предњи део крстарице Могами је био јако оштећен услед судара. Микумини танкови за нафту са десне стране били су пробијени и из њих је излазила нафта, премда су остале штете биле безначајне. Разарачи Арашио и Асашио добијају наређење да остану и ескортују крстарице Могами и Мукуму. У 05:34 сати, усамљене крстарице Микума и Могами су бомбардоване из велике висине од осам бомбардера Боинг Б-17 Летеће тврђаве, које су узлетеле са Мидвеја, али су избегнуте све бомбе. У 08:05 сати, шест авиона  донтлис и шест авиона Војт СБ2У, такође са Мидвеја, нападају Микуму и Могами, али ни они не постижу директне поготке, премда су неке бомбе пале веома близу бродова.
 Следећег јутра, 6. јуна 1942. године, док су Микума и Могами пловиле ка острву Вејк, напало их је 81 обрушавајућих бомбардера SBD донтлис са носача авиона Ентерпраис и Хорнет. Оба разарача - Арашио и Асашио, су била погођена са по једном бомбом. Крстарица Могами је погођена са 6 бомбе. Крстарица Микума је погођена са најмање 5 бомбе, у предњем делу, области командног моста и по средини брода, које су изазвале пожаре по целом броду. Бомба која је погодила предњи део брода, избацује предње топове ван употребе. Бомба која је пала међу згуснуте пројектиле за против-авионске топове, у области командног моста, изазива огромна разарања на мосту, и велики број људских жртава. Бомба која је пала по средини брода, изазвала је експлозију неколико торпеда, шти је довело да пропасти брода. Капетан Сакијама, био је на више места рањен. Микума се изврће преко њене десне стране и тоне. Разарач Асашио спасава капетана Сакијаму, и предације га на крстарицу Сузуја, али он 4 дана касније умире. Могами, Асашио и Арашио, спасавају укупно 240 преживелих чланова посаде, али је 650 осталих чланова посаде, погинуло. Дана 9. јуна 1942. године, америчка подморница Трут, проналази двојицу преживелих чланова посаде јапанске крстарице, и пребацује их у Перл Харбор, где постају ратни заробљеници.
Крстарица Микума је званично обрисана из списка јапанске флоте 10. августа 1942. године.

## Листа Капетана
- Капетан Козо Сузукида – 29. август 1935 — 11. новембар 1935.
- Капетан Мориђи Такеда - 11. новембар 1935 — 1. децембар 1936.
- Капетан Канки Ивагое – 1. децембар 1936 — 1. децембар 1937.
- Капетан Наосабуро Ирифуне – 1. децембар 1937 — 15. новембар 1938.
- Капетан Кумеичи Хираока – 15. новембар 1938 — 15. децембар 1938.
- Капетан Косо Абе – 15. децембар 1938 — 20. јул 1939.
- Капетан Кјуђи кубо - 20. јул 1939. 15. новембар 1939.
- Капетан Сусуму Кимура – 15. новембар 1939 — 1. новембар 1940.
- Капетан/Контраадмирал Шакао Сакијама – 1. новембар 1940 — 6. јун 1942. (Умро од задобијених рана)